# Maschinenfabrik Esslingen
Pour les articles homonymes, voir Esslingen.

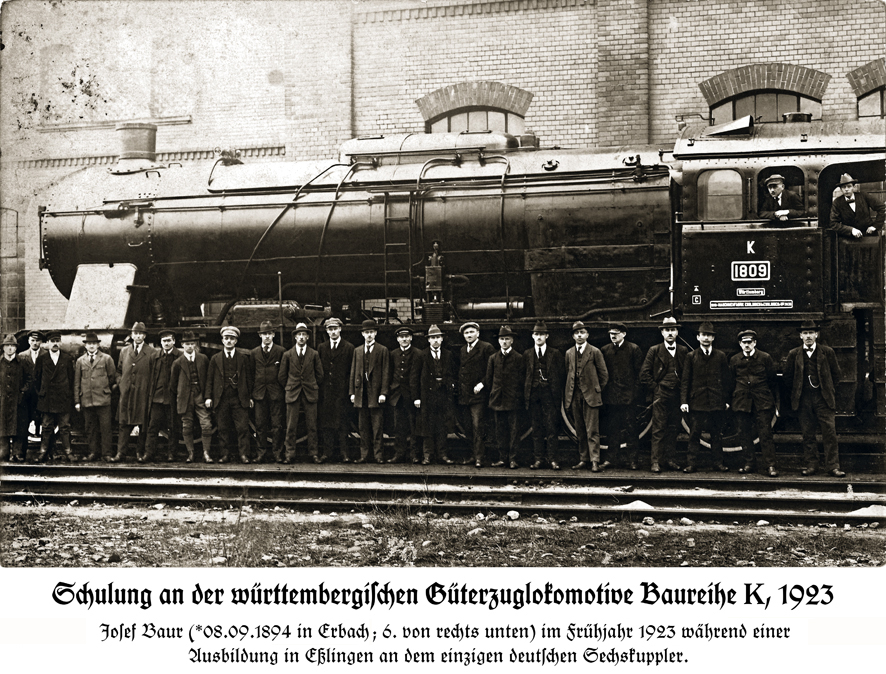
La Württemberg K est l'une des locomotives les plus puissantes conçues par l'entreprise.

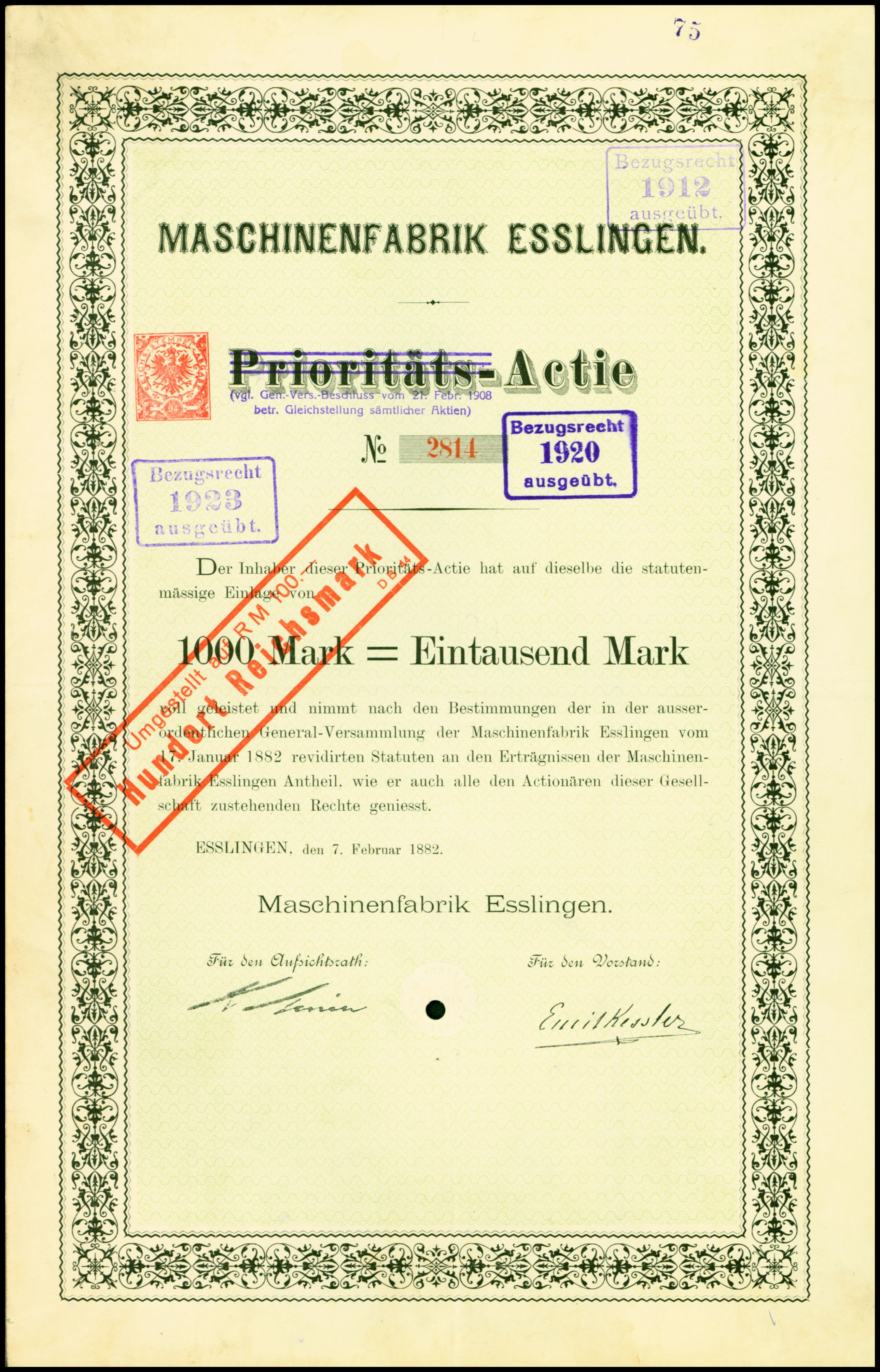
Action de Maschinenfabrik Esslingen, publie 1882

Maschinenfabrik Esslingen (ME) était une entreprise allemande d'ingénierie. Fondée par Emil Kessler à Esslingen am Neckar, elle fabriquait des locomotives, des tramways, des wagons, des rollbocks, de l'équipement technique ferroviaire (plaques tournantes et ponts transbordeurs), des ponts, des structures en acier, des pompes et des chaudières.